# Macrobiótica
La macrobiótica (del griego μακρός, largo y βίος, vida) es una enseñanza creada por el pensador japonés George Ohsawa (1893-1966) y difundida a continuación por diversos de sus estudiantes. Su aplicación a la alimentación es ampliamente considerada una dieta milagro, sin que haya ninguna evidencia científica de que la alimentación macrobiótica sea beneficiosa para la salud ni de que sea útil para tratar el cáncer u otras enfermedades.
Se trata de un sistema tanto filosófico como práctico: su objetivo es actualizar el antiguo principio único oriental (o principio del Yin y el Yang), que según Ohsawa constituye la base de la ciencia y de todas las filosofías y religiones de Extremo Oriente, con el fin de presentarlo de una manera comprensible para la mentalidad moderna.
Su especificidad es su aspecto pragmático: la macrobiótica pretende demostrar que la aplicación de este principio permite comprender y resolver los problemas concretos de la existencia. El vínculo entre la filosofía y la práctica se hace, en particular, a través de la alimentación: Ohsawa defiende la idea de que comiendo según este principio (lo que equivaldría a decir "según las leyes de la naturaleza") el organismo se armoniza (o reencuentra la salud) y así el juicio se vuelve más claro, capaz de percibir la realidad (es decir, estas "leyes de la naturaleza") de una manera más precisa.

## Filosofía delprincipio único
Ohsawa explica que según este principio, al que también llama el "principio del monismo polarizable", el mundo materializado es una manifestación del Uno o Infinito: en un cierto momento, el Infinito indiferenciado se divide en dos fuerzas, una fuerza dilatadora (Yin) y una fuerza constrictiva (Yang); de esta manera, gracias al contraste, el Infinito se manifiesta pero se vuelve relativo, deja de formar una unidad.
Estas dos fuerzas intentan reunificarse eternamente (son opuestas, así que se atraen, pues cada una posee lo que le falta a la otra) y, a través de las interacciones que crean, producen todos los fenómenos.
Así, el mundo relativo o manifestado y el Infinito no-manifestado son la misma cosa pero se encuentran en una etapa diferente de evolución. Este punto de vista implica igualmente las nociones de unidad entre todas las cosas, de continuidad ininterrumpida y en cambio perpetuo.
Se encuentran estas nociones y esta denominación ("Principio Único" o "El Principio") en la mayoría de corrientes del pensamiento oriental.

### El mecanismo de creación
Para Ohsawa, según esta cosmología, toda manifestación o creación sigue un mecanismo en espiral, que se explica como sigue:
El Uno o Infinito es "expansión"; cuando se divide, la fuerza constrictiva (Yang) se encuentra con la oposición de la fuerza expansiva (Yin), pero como sigue siendo alimentada en permanencia por esta "expansión infinita", quiere seguir avanzando. Entonces, trabada por la fuerza opuesta, su movimiento se curva; como este fenómeno es continuo, se va doblando sobre ella misma y se acaba produciendo el nacimiento de una espiral centrípeta o de creación.
La energía se sigue retorciendo y cuando llega al centro de la espiral explota y vuelve hacia el Infinito, formando espirales de descomposición donde el dominio de las fuerzas es el contrario, es decir que la fuerza expansiva es más fuerte (este sería el fenómeno de la radiación).
Al desenrollarse, la fuerza de expansión se va debilitando y la de constricción acaba por dominar otra vez, y una nueva espiral de creación empieza. Éste sería el mecanismo eterno del universo. Según eso, toda cosa se crea y se deshace al mismo tiempo.
Ohsawa explica que la espiral de creación evoluciona en diversas etapas: la fuerza constringente se va concentrando y, en un momento dado, sobrepasa la resistencia contraria: se produce un salto, que la hace avanzar de una manera logarítmica. Con este salto, la calidad de la manifestación cambia de repente: se hace más "tangible", es el nacimiento de la energía. La energía sigue concentrándose y, según el mismo proceso, en un cierto momento se manifiesta de una manera más próxima de la materia: es el mundo de las partículas elementales. Este mundo continúa concentrándose y acaban apareciendo los elementos. El mundo mineral evoluciona y, de nuevo, a fuerza de acumulación de cantidad, se produce otro cambio cualitativo: se transforma en mundo orgánico, el de los vegetales. Y la evolución de estos organismos acaba creando el mundo animal.
Según esta lógica, el ser humano se encuentra en el centro de la espiral: a través de él, por primera vez en este proceso, la vida materializada a partir del Infinito puede pensar, es decir, comprender el propio proceso de la materialización. El hombre sería así un "portador de vida", la finalidad del cual es adquirir la conciencia; así, la vida puede volver hacia su origen enriquecida con esta conciencia obtenida gracias a ciertas vivencias únicas.

### Yin y Yang
Ohsawa explica así las características de Yin y Yang:
Yang es la fuerza centrípeta, de contracción, de constricción, de presión, de cohesión. Yang produce el sonido, el calor, la claridad, las radiaciones infrarrojas, la actividad, aquello que es seco, pesado, duro, las formas rechonchas, concentradas.
Yin es la fuerza centrífuga, de expansión, de dilatación, de dilución. Yin produce el silencio, el frío, la oscuridad, las radiaciones ultravioletas, la pasividad, la ligereza, la blandura, las formas verticales, espigadas.
Yin y Yang son las dos caras de una sola y única cosa; las dos se encuentran siempre presentes en cada fenómeno, habiendo siempre una que domina. Así que se dirá que algo "es Yin" o "es Yang" según se discierna cuál de las dos fuerzas es preponderante.
Toda cosa está equilibrada en sí misma; la clasificación es relativa: para considerar si algo es Yin o Yang se debe comparar con otra cosa. Por ejemplo, se dirá que "una zanahoria es más Yang que una lechuga, pero más Yin que un cereal".
Con respecto a los alimentos, se definen comparándolos con la composición de nuestra sangre (sobre todo la relación sodio/potasio). Para estar seguro de no equivocarse, Ohsawa recomienda utilizar diversos criterios simultáneamente, como la forma, el color, la composición química, el tropismo, etc.
El Yang y el Yin derivan uno del otro: las regiones frías producen animales y vegetales Yang; recíprocamente, los animales y los vegetales salidos de regiones Yang, es decir, cálidas, son Yin. Igualmente, el óvulo producido por el sexo femenino Yin, es Yang, mientras que al revés, el espermatozoide producido por el sexo masculino Yang, es Yin.
Así que, según esta visión del mundo, son Yin y Yang los que modelan las formas, hacen que un cuerpo sea pesado o ligero, tenga un cierto color, una cierta composición química, etc.

### Elorden del Universo

El taijitu, símbolo del orden del Universo.

A través de las 7 "leyes" y los 12 "teoremas" que resultan, Ohsawa quiere resumir los principios que, según la cosmología extremo-oriental, constituyen "el orden del Universo", es decir, el funcionamiento del mundo manifestado. En su libro La era atómica, explica:
"El Orden del Universo está regido por siete principios que constituyen la lógica universal. Estos principios son, antes de nada, dinámicos; por eso son contrarios a la lógica formal, que es estática. Pueden ser aplicados a cualquier dominio, a cualquier nivel de la vida y a todas las cosas existentes en el universo de la relatividad. Además, pueden unificar todos los antagonismos.
La lógica formal es rígida, es una simple fotografía de un instante de la vida y del universo infinito, así que se convierte en algo infinitesimalmente analítico sin querer ni saber. En cambio, la lógica universal es una imagen viviente de toda vida y toda cosa. La lógica formal destruye la continuidad: el principio de identidad, el principio de contradicción y el principio del tercero excluido muestran tan sólo una imagen estática, finalizada, una imagen prisionera del mundo estático y determinado de las apariencias construida por nuestros sentidos o instrumentos. En realidad, todas las cosas de este mundo cambian sin cesar de un extremo al otro. No hay nada que sea estable o constante en este mundo relativo."
Las siete leyes del orden del Universo
1. Lo que tiene principio tiene fin.
2. Lo que tiene frente tiene dorso.
3. No hay nada idéntico.
4. Cuanto mayor es el frente, mayor el dorso.
5. Todos los antagonismos son complementarios.
6. Yin y Yang son las clasificaciones de toda polarización; son antagonistas y complementarios.
7. Yin y Yang son los dos brazos del Uno infinito.

Los doce teoremas del principio único (definen el funcionamiento del mundo relativo)
1. Yin-Yang son dos polos que entran en juego cuando la expansión infinita se manifiesta en el punto de bifurcación.
2. Yin-Yang están producidos en permanencia por la expansión trascendente.
3. Yin es centrífugo, Yang es centrípeto. Yin y Yang producen la energía.
4. Yin atrae Yang y Yang atrae Yin.
5. Yin y Yang combinados en proporciones variables producen todos los fenómenos.
6. Todos los fenómenos son efímeros, son constituciones infinitamente complejas y en cambio perpetuo de los componentes Yin y Yang. No hay nada en reposo.
7. Nada es completamente Yin o completamente Yang, ni siquiera el fenómeno más simple en apariencia. Cada cosa contiene la polaridad a todos los estadios de su composición.
8. Nada es neutro. Yin o Yang están en exceso en cada caso.
9. La fuerza de atracción es proporcional a la diferencia de los componentes Yin y Yang.
10. Yin repele Yin y Yang repele Yang. La repulsión es inversamente proporcional a la diferencia de las fuerzas Yin y Yang.
11. Con el tiempo y el espacio, Yin produce Yang y Yang produce Yin.
12. Todo cuerpo físico es Yang en el centro y Yin en la superficie.

### El juicio
Como se ha visto, según esta enseñanza, la finalidad del hombre es la de desarrollar su juicio o conciencia:
Según Ohsawa, en principio todo el mundo tiene la capacidad de percibir las cosas de una manera global o "suprema", es decir, de rebasar la visión dualista unificando los contrarios en un solo fenómeno, compuesto de una "cara" y de una "cruz". Ahora bien, esta capacidad "suprema" se encuentra en general "dormida" o "empañada" porque se le ha impedido desarrollarse libremente (a causa de la educación, de una alimentación inadaptada, etc.).
Si se parte del postulado que Yin y Yang forman una sola cosa, como las dos caras de la misma moneda, quiere decir que en realidad sólo hay "uno". Pero el humano, por el hecho de estar materializado y por lo tanto de formar parte del mundo relativo, sólo puede percibir una de las dos caras al mismo tiempo, excepto si reencuentra la capacidad de captar con su juicio global, aquel que no está dividido, que pertenece al propio Infinito. Dicho de otra manera, con el juicio del Amor absoluto, aquel que lo unifica todo (en japonés y en chino, se podrían traducir todos los Do o Tao por "caminos para alcanzar la unidad").
Ohsawa explica que hasta que no se llega a la etapa "suprema" se vive con los "bajos juicios" (o juicios parciales), es decir, que se tiene una visión dualista e irreal de cualquier situación (ver la noción de "maya", según la filosofía india). Pero como, según él, el juicio se desarrolla en espiral a través de diversas etapas, cada una de éstas forma sin embargo parte del juicio supremo. Dicho de otra manera, cada "bajo juicio" es el juicio "supremo" a un cierto estadio de su evolución.
Jacques Skalka, un discípulo de George Ohsawa, lo explica así: funcionar con los bajos juicios es funcionar según su carácter, es decir, tomándose uno mismo o sus afinidades como punto de referencia; funcionar con el juicio supremo es cuando se llega a un estadio en el cual la referencia son las leyes de la orden del universo. Y añade que la macrobiótica es un truco que nos puede permitir funcionar como si ya tuviéramos el juicio supremo suscitado, ya que nos muestra como captar este orden universal de una manera intelectual.
Las etapas de la evolución del entendimiento, según George Ohsawa, son las siguientes:
1. Mecánica o ciega: Se reacciona de manera automática: contracción con el frío, dilatación con el calor...
2. Sensorial: Se reacciona y se juzgan las cosas según lo que parece agradable o desagradable.
3. Sentimental: Se juzga si algo es bueno o malo a través de los sentimientos.
4. Intelectual: Toma de conciencia de la interrelación existente entre uno mismo y el mundo exterior.
5. Social: Se toman en cuenta los otros para considerar si algo es conveniente o no.
6. Ideológica: Toma de conciencia de una cierta noción de "moral".
7. Suprema o global: Se conoce y se vive en la "justicia" (o según las "leyes universales"), convirtiéndose así en un hombre "libre" capaz de "crear" su propia vida.

## La alimentación según la macrobiótica

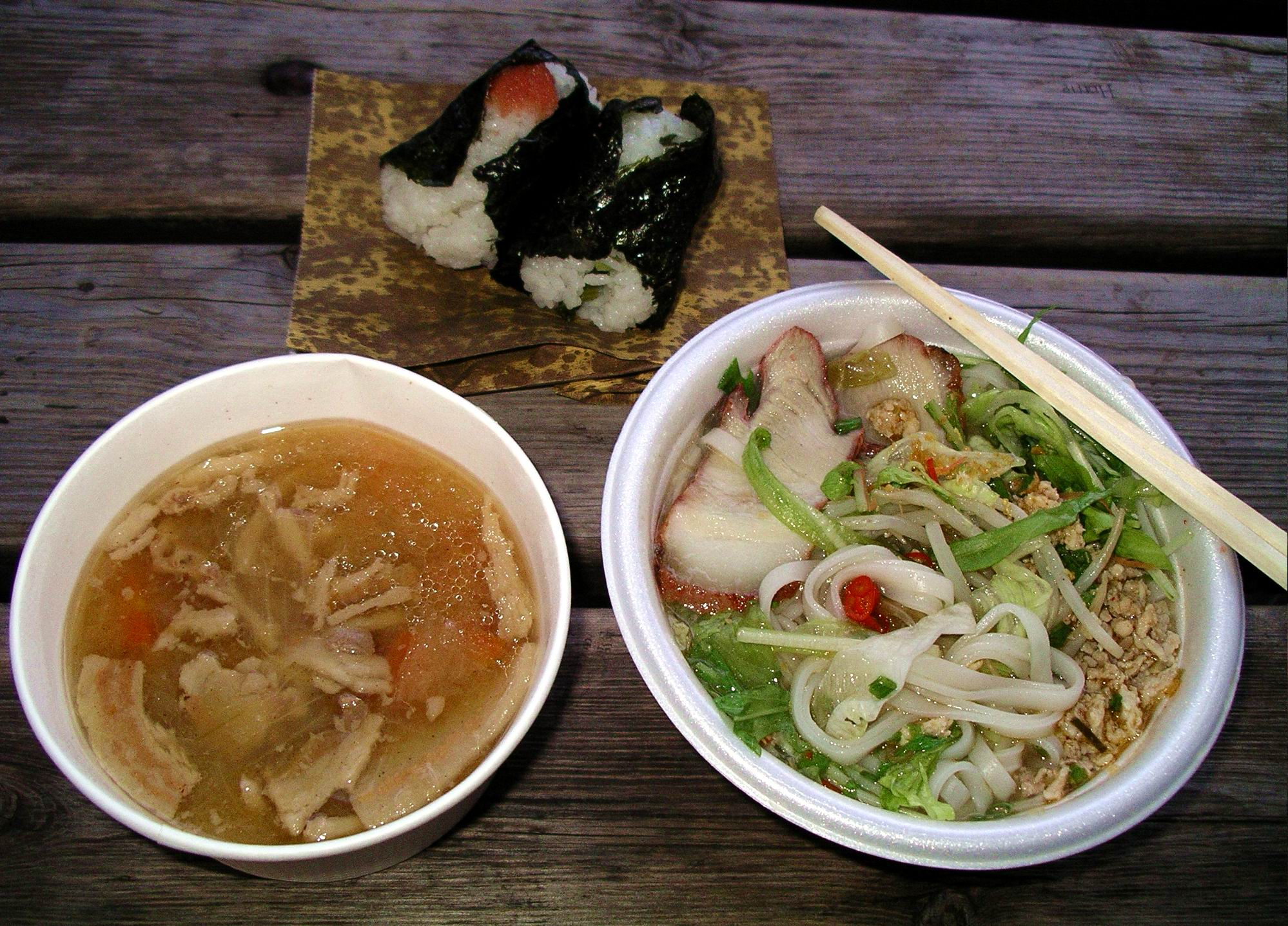
Fu con oniguiri y tonjiru

La alimentación macrobiótica en tanto que técnica, es una aplicación práctica y lógica de las nociones del principio único. Según éste, el desarrollo global del hombre (tanto físico, como mental y espiritual) tendría que hacerse a solas de una manera natural. Si no es el caso, es porque se ponen trabas.
Toda cosa que vive es porque está alimentada; cada ser necesita una alimentación adaptada y, según esta visión del mundo, hay ciertos alimentos específicos para el hombre, en tanto que ser capaz de alcanzar la conciencia.
Así que la alimentación macrobiótica es una técnica que pretende alimentar el organismo de la manera más justa posible, sin carencias ni excesos (según las nociones de Yin y Yang), a fin de que éste pueda desarrollarse libremente, permitiendo que se adapte a las vicisitudes que tendrá que atravesar.
Como las situaciones cambian en permanencia, aplicar el estudio de Yin y Yang a la alimentación permite readaptarla constantemente, según la actividad, la edad o los objetivos de cada uno, por ejemplo. No hay, pues, ninguna prohibición alimenticia, sino una readaptación a cada caso particular. Ohsawa insiste mucho en el hecho de que "la práctica sin la teoría es peligrosa, pero la teoría sin la práctica es inútil", y propone 10 regímenes equilibrados, yendo del más abierto al más estricto.
Quizás es recomendable enfatizar que mientras las dietas por lo general son restrictivas, la macrobiótica no restringe, puesto que no prohíbe alimentos, permite organizarlos o listarlos de acuerdo a su nivel de riesgo para quien los consume. Así, si una persona se considera sana y busca seguir siéndolo, no tiene que abstenerse de un gusto o capricho, simplemente debe tener en cuenta que si ese gusto fue un alimento de alto riesgo (embutidos por ejemplo), solo debe volver a consumirlo pasado un tiempo prudencial para que el cuerpo se haya limpiado de las toxinas generadas.

### Salud y enfermedad
Según esta filosofía, sólo hay una única enfermedad universal y todo el resto son sus manifestaciones: se trata de la arrogancia, en tanto que expresión extrema del egocentrismo. El egocentrismo implica una falta de visión de conjunto; significa que uno se considera separado del resto. Esta visión dualista hará que, inevitablemente, cada decisión tomada en la vida, a cualquier nivel, estará dirigida por el carácter, el cual no tiene en cuenta que si hay "cara", hay "cruz". Eso se traducirá por un desequilibrio a todos los niveles: el organismo sufrirá las consecuencias, que repercutirán sobre el comportamiento y el entendimiento. Cuando la "cruz" acabe por manifestarse, será aquello que se llama "enfermedad".
Así la "enfermedad", según la visión macrobiótica, es una reacción natural del cuerpo con el fin de reequilibrarse. Durante este proceso, éste elimina los excesos nocivos creando lo que se denomina "síntomas" y para ayudarlo, la macrobiótica preconiza darle el máximo de confianza, interviniendo lo menos posible para propiciar el fin de la "eliminación". Aquí es cuando se puede aplicar un régimen curativo, que consiste en comer de una manera más bien estricta (según un cierto equilibrio Yin-Yang) con el fin de no alimentar la enfermedad y permitir que la "limpieza" del organismo se realice de manera natural.
Aun así, la macrobiótica curativa también utiliza diversos remedios externos y alimentos específicos, basados en la medicina tradicional extremo-oriental y en los propios hallazgos de George Ohsawa, el cual experimentó sobre sí mismo los efectos de numerosos alimentos.
Con respecto a la salud, la definición dada en macrobiótica también difiere de la visión habitual. Según esta lógica, si la "enfermedad" es la arrogancia, la "salud" es lo contrario, es decir la humildad (y no sólo a nivel del comportamiento, sino en tanto que estado profundo). Ohsawa propone siete condiciones que permiten medir la salud, especificando que la séptima tiene tanta importancia como las seis primeras reunidas.
Las siete condiciones de la salud:
1. No sentirse cansado (Llegar a no decir nunca "eso es imposible, es demasiado difícil".)
2. Dormir bien (Poder recuperarse completamente con cuatro a seis horas de sueño.)
3. Buen apetito (Poder comer un trozo de pan o un poco de arroz moreno encontrándolo delicioso.)
4. Buena memoria (Poder recordar a todos aquellos que nos han ayudado durante nuestra vida y antes.)
5. Buen humor (Llegar a considerar que toda cosa y todo el mundo es agradable.)
6. Rapidez de pensamiento y de acción (Poder actuar instantáneamente de forma justa y precisa cuando es necesario.)
7. Justicia (Experimentar el sentimiento permanente de gratitud.)

## El movimiento macrobiótico

### Orígenes
El año 1796, el médico alemán Christoph Wilhelm Hufeland  escribió uno tratado sobre la salud, donde preconizaba una vida sana basada en una buena alimentación, titulado Makrobiotik, oder die Kunst das menschliche Leben zu verlängern ("Macrobiótica, o el arte de prolongar la vida humana"). George Ohsawa adoptó esta denominación a partir del año 1938 con el fin de occidentalizar el nombre de su enseñanza, que en el Japón se llamaba simplemente "Principio Único".
Por su parte, en Oriente tradicionalmente siempre se ha relacionado la alimentación con la espiritualidad y con la salud (tanto personal como social). En los monasterios zen japoneses, por ejemplo, se practicaba un régimen llamado Shojin Ryori (精進料理), que era "la cocina que mejora el juicio".
El doctor japonés Sagen Ishizuka (1850 - 1909) puede ser considerado como el pionero de la "traducción" de estos conocimientos tradicionales al lenguaje científico. De forma precedente, otros autores ya habían empezado a hacerlo, como por ejemplo el erudito Ekiken Kaibara (1630 - 1716), los escritos del cual están reunidos en un libro titulado Yojokun ("Consejos para la longevidad").

### George Ohsawa
Uno de los grandes objetivos de George Ohsawa era unificar el pensamiento materialista occidental con aquel más metafísico de Oriente, ya que consideraba que así se podrían resolver los conflictos de la humanidad. Empujado por esta convicción, su vida fue una carrera a contra reloj para tratar de demostrar, por todos los medios posibles, el alcance y la eficacia práctica de su enseñanza. Por eso siempre se expresó sin concesiones.
Insistió, sobre todo, en qué era indispensable estudiar la dialéctica Yin-Yang y al mismo tiempo practicar y verificar por uno mismo, lo que implicaba una fuerte noción de "trabajo sobre sí mismo". Para él, el primer objetivo era el desarrollo del entendimiento, ya que, obteniendo una visión más "justa", cualquier situación o interrogación se podrá comprender de una manera más global; lo que permitirá intervenir, o no, libremente y con conocimiento de causa.

### Después de Ohsawa
Después de la muerte de Ohsawa, la macrobiótica se ha presentado principalmente como un método alimenticio para obtener una buena salud.
En los años setenta se extendió sobre todo con Michio Kushi (1926), un discípulo de George Ohsawa instalado en el Este de los Estados Unidos. Kushi ha desarrollado una enseñanza más consensual, colaborando con organismos oficiales (Ministerio de la Salud americano, Colegios de médicos, etc.) y ha insistido en su aspecto dietético y curativo. Ha divulgado igualmente un régimen estándar macrobiótico, fácil de adoptar sin muchos conocimientos, y ha asociado otras disciplinas (do in, shiatsu) y teorías (como aquella de los cinco elementos) para facilitar el acceso a un público más amplio.
La macrobiótica, sobre todo en tanto que dieta, ha tenido buena acogida en los países de influencia anglosajona y nórdicos (Holanda, Flandes, Alemania.) y hace tiempo que se ha convertido en un fenómeno de moda en los USA, a causa de los numerosos seguidores que cuenta entre las personalidades artísticas (sobre todo entre los músicos y los actores).
A partir de los años noventa ha empezado a extenderse bastante por los países del antiguo Bloque del Este.

### La macrobiótica en América Latina
En América Latina la macrobiótica se ha propagado a través de tres focos principales: el de la "escuela" norteamericana de Michio Kushi, el del centro macrobiótico del Brasil, fundado por Tomio Kikuchi (discípulo de Ohsawa), y aquel vehiculado por Mauricio Waroquiers desde Uruguay, quien ha traducido al castellano y editado la mayoría de la literatura existente sobre la macrobiótica y temas afines.

### La macrobiótica en España
La macrobiótica en España ha sido influida principalmente por la visión transmitida por Michio Kushi.

### Algunos enseñantes macrobióticos
Han creado centros de estudios importantes: Herman Aihara (1920 - 1998) en los EE. UU., Tomio Kikuchi (1926) en el Brasil, Michio Kushi (1926) en los EE. UU., René Lévy en Francia, Lima Ohsawa (1898 - 1999) en el Japón, Mario Pianesi en Italia, Françoise Rivière (1916 - 2006) en Francia, Jacques Skalka (1941 - 2002) en Bélgica.
Y también: Jean Baudry (ha realizado estudios a partir de la enseñanza de Ohsawa), William Dufty (1916 - 2002) (escritos propios y traducciones de Ohsawa en inglés), Marc Van Cauwenberghe (colaborador de Michio Kushi; compilador de conferencias y de textos dispersos de Ohsawa), Mauricio Waroquiers (traductor y editor de libros macrobióticos en español), Clim Yoshimi (- 1999) (secretario de Ohsawa, traductor de ciertas de sus obras al francés y editor de la revista Ignoramus).

## Críticas a la dieta macrobiótica

### Complicaciones nutricionales
Una de las primeras versiones de la dieta macrobiótica que promulgaba la ingesta de únicamente arroz integral y agua se vinculó a severas carencias nutricionales e incluso la muerte. Las dietas macrobióticas estrictas que excluyen la ingesta de productos animales pueden derivar en deficiencias nutricionales si no se planifican cuidadosamente. El daño puede ser mayor para las personas enfermas de cáncer, los cuales pueden sufrir una pérdida de peso no deseado y ver incrementadas sus necesidades nutricionales y calóricas. Recurrir a la dieta macrobiótica para sustituir o retrasar tratamiento médico convencional en pacientes con cáncer puede acarrear graves problemas de salud.

### Niños
Los niños son también particularmente propensos a sufrir deficiencias nutricionales derivadas de la dieta macrobiótica.

### Embarazo
La dieta macrobiótica está desaconsejada para mujeres embarazadas o en periodo de lactancia. Las versiones más estrictas de la macrobiótica pueden significar una carencia de determinados nutrientes esenciales para el desarrollo del feto.

### Malnutrición
En 1971 el Consejo de Alimentación y Nutrición de la Asociación Médica Estadounidense (AMA) afirmó que los seguidores de las dietas macrobióticas, en particular los de las modalidades más estrictas, estaban en "grave peligro" de malnutrición. Por otro lado, en 1987, la AMA consideró en su Guía de Medicina Familiar que "en general, la dieta macrobiótica es una forma saludable de alimentación".

### Tabaco
Michio Kushi y George Ohsawa fumaban cigarrillos. Kushi consideraba que el cáncer de pulmón podía estar vinculado a la presencia de lácteos en la dieta: "en combinación con el tabaco, los alimentos lácteos pueden atrapar alquitrán y otros ingredientes del humo del tabaco en los pulmones, lo que origina a menudo el cáncer de pulmón". Esa afirmación es contraria a los estudios médicos y científicos que conectan directamente cáncer de pulmón y tabaquismo.

## Obras sobre macrobiótica

### Obras de George Ohsawa
- El orden del universo
- Filosofía de la medicina de Extremo Oriente
- Macrobiótica xen (o "El zen macrobiótico")
- La era atómica y la filosofía de Extremo Oriente
- El libro del judo
- Extractos de la "Guía práctica de la medicina dietética macrobiótica de Extremo Oriente"
- Jack y Mitie en la jungla llamada civilización

### Otros autores
- C. Morishita y K. Chishima: La desconocida verdad del cáncer
- Dirk Benedict: Confesiones de un cow boy kamikaze
- William Dufty: Sugar blues
- Herman Aihara: Macrobiótica básica
- Michio Kushi: Introducción a la filosofía y medicina oriental, 1 y 2
- Michio Kushi: Diagnosis oriental
- Michio Kushi: Libro de la macrobiótica
- R. E. Kotzsch: Ohsawa y la tradición religiosa del Japón

### Otras
- Revistas Polarité (Jacques Skalka, editadas por el Centro Macrobiótico de Bélgica)
- Revistas Ignoramus (Françoise Rivière y Clim Yoshimi, editadas por el C.I.M.O. -Centro Internacional Macrobiótico Ohsawa-, París)